# Котце, Леберехт фон
Ганс Луи Карл Леберехт фон Котце (нем. Hans Louis Karl Leberecht von Kotze; 6 июня 1850, Берлин — 13 сентября 1920, Берлин) — прусский придворный, камергер и церемониймейстер при германском императорском дворе. Безосновательно подозревался в участии в так называемом «деле Котце».

## Биография
Сын майора, Леберехт фон Котце до службы при императорском дворе состоял в прусской кавалерии и уволился в звании ротмистра. 8 января 1879 года женился на Элизабет фон Тресков. У супругов родилась дочь Урсула (1883—1971).
На основании спорных улик Котце подозревался в авторстве порнографических писем, которые начиная с 1891 года получали члены прусского королевского дома и придворные. Проведённое следствие не смогло доказать вину Котце, и по решению военного суда он был оправдан в отсутствие доказательств. Некоторые придворные продолжили частное расследование, и в 1895 году Котце потребовал удовлетворения на дуэли у двух основных ответчиков — Карла фон Шрадера и Гуго фон Райшаха. В 1896 году состоялась ещё одна дуэль между Котце и Шрадером, в результате которой Шрадер был убит.
В июне 1896 года военный суд приговорил Котце к двум годам и трём месяцам заключения за «убийство в поединке». Спустя несколько месяцев Котце, отбывавший наказание в крепости Глаца, был помилован императором. Скандал разрушил его семью, Котце удалился в своё имение в Шрайбергау в Исполиновых горах.